# Georg Christoph Lichtenberg
Georg Christoph Lichtenberg (ur. 1 lipca 1742 w Ober-Ramstadt k. Darmstadt, zm. 24 lutego 1799 w Getyndze) – niemiecki profesor fizyki, myśliciel, autor wolnomyślnych aforyzmów. Przedstawiciel oświecenia.

## Życiorys
Był siedemnastym i ostatnim dzieckiem w rodzinie pastora. Do 10. roku życia uczył się w domu, w latach 1752–1761 uczęszczał do szkoły łacińskiej „Darmstädter Pädagogium”. Uczył się tam matematyki, fizyki i jako samouk astronomii. W 1763 otrzymał stypendium od landgrafa Ludwiga VIII von Hessen-Darmstadt, dzięki czemu mógł studiować matematykę, nauki przyrodnicze i astronomię na uniwersytecie w Getyndze. Jego nauczycielem w Getyndze był Samuel Christian Hollmann. Po studiach odbył dwie podróże do Anglii. W 1770 roku został profesorem fizyki, matematyki i astronomii na uniwersytecie w Getyndze, ale regularne wykłady prowadził dopiero od roku 1776. W 1777 roku zawarł znajomość z Marią Dorotheą Stechardt (1765–1782), która od 1780 roku aż do jej wczesnej śmierci była jego towarzyszką życia. Od 1780 roku kierował katedrą fizyki. W 1793 roku został członkiem Royal Society w Londynie. Był też członkiem innych towarzystw naukowych.

## Znaczenie
Lichtenberg był znanym i cenionym fizykiem. Prowadząc wykłady z fizyki eksperymentalnej był prekursorem połączenia teorii z doświadczeniem: nie ograniczał się do prowadzenia wykładów, ale dokumentował je praktycznymi pokazami.
Od 1764 roku notował w zeszytach w formie aforyzmów swoje myśli, które zostały opublikowane dopiero po jego śmierci. W druku ukazał się m.in. zbiór Bemerkungen vermischten Inhalts (1800-1806). 
W Polsce wydano wybór Aforyzmy (1970) oraz Pochwała wątpienia (2005). 
Dla filologów i historyków interesujące są też jego pisma polemiczne, listy i eseje pisane w języku niemieckim, w przeciwieństwie do jego prac naukowych pisanych w języku łacińskim.
Jego grób znajduje się na cmentarzu Bartholomäusfriedhof w Getyndze.